# 井伊直方

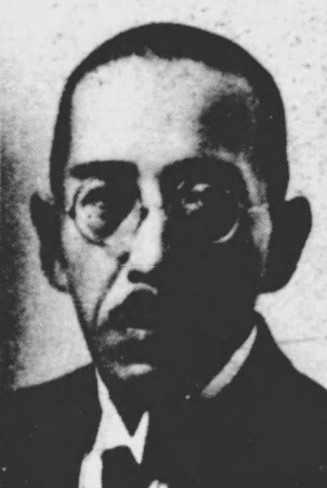
井伊直方

井伊 直方（いい なおかた、1873年（明治6年）2月28日 - 1936年（昭和11年）2月3日）は、大正から昭和戦前期の政治家、華族。貴族院子爵議員。

## 経歴
旧与板藩主・井伊直安の長男として生まれる。父の隠居に伴い、1922年（大正11年）11月30日、子爵を襲爵した。
学習院高等科を卒業し、東京帝国大学法科大学政治学科を修了した。内親王浴場之儀鳴弦控、皇子浴場之儀鳴弦などを務めた。
1928年（昭和3年）1月19日、貴族院子爵議員補欠選挙で当選し、研究会に所属して活動し死去するまで在任した。

## 親族
- 妻：清子（せいこ、本荘宗武四女、1895年11月結婚）[1][3]
  - 二女：登美子（山内志郎夫人）[1][4]
  - 二男：直重（分家）[1][4]
  - 三男（何某）[9]
  - 三女：由喜子（細川忠督夫人、離縁）[1][4]
  - 四男：英彰（子爵、旧名・勝、母・伊藤ます）[1][4]